# José António Calado
José António Calado da Silva (* 1. März 1974 in Lissabon) ist ein ehemaliger portugiesischer Fußballspieler, der zuletzt beim zyprischen Klub AE Paphos spielte.

## Karriere

### Verein
José António Calado begann seine Karriere 1991 beim Casa Pia AC. Nur ein Jahr später bekam er ein Angebot von einem größeren Verein, vom CF Estrela Amadora, welches er sofort annahm. Dort spielte er insgesamt drei Jahre, bis er 1995 zum portugiesischen Topklub Benfica Lissabon wechselte.
Im Sommer 2001 wechselte er zusammen mit seinem Mannschaftskollegen João Tomás in die Primera División zu Betis Sevilla. Doch beide kamen relativ selten zum Einsatz. Deshalb machte Calado in der ersten beiden Spielzeiten nur 20 Spiele. In der Saison 2003/04 wurde er zu Polideportivo Ejido ausgeliehen. Die Leihfrist betrug zwei Jahre. Nach der Leihfrist wurde er an Ejido verkauft. Durch eine Verletzung konnte er den größten Teil in der Saison 2006/07 nicht mitwirken. In vier Jahren bei Polideportivo Ejido machte er insgesamt 100 Spiele und schoss 15 Tore. In der Saison 2007/08 wechselte er zum zyprischen Verein APOP Kinyras Peyias, wo er den größten Teil der Saison spielte. Nach nur einem Jahr wechselte er dann zu AE Paphos, wo er letztendlich seine Karriere zwei Jahre später beendete.

### Nationalmannschaft
Zunächst war Calado für die U-21 Portugals aktiv und absolvierte insgesamt 14 U-21-Länderspiele mit zwei Torerfolgen. Sein Debüt in der Nationalmannschaft hatte er beim Skydome Cup 1995 in Kanada. Er gewann mit ihr den einzigen Titel Portugals auf Seniorenlevel. Insgesamt absolvierte er vier Spiele für die Auswahl seines Heimatlandes. Außerdem spielte Calado bei den Olympischen Sommerspielen 1996 für die Olympiaauswahl von Portugal. In dem Turnier machte sechs Spiele, erzielte zwei Tore und wurde mit seiner Mannschaft Vierter.